# Kepler-37d
Kepler-37d é um planeta extrassolar que orbita a estrela Kepler-37 - localizada na Constelação de Lyra, a cerca de 210 anos-luz da Terra - e que foi descoberto em 2013.
Ele orbita sua estrela-mãe a cada 40 dias.
Possui cerca de duas vezes o tamanho da Terra e orbita a estrela-mãe à uma distância de 0,2 UA.